# ヘンリー・ハレット・デール
サー・ヘンリー・ハレット・デール（Sir Henry Hallett Dale、1875年6月9日 - 1968年7月23日）はイギリス人の薬理学者・生理学者。メリット勲章勲爵士（OM）、大英帝国勲章ナイト・グランド・クロス勲爵士（GBE）、王立協会フェロー（FRS）。アセチルコリンが神経インパルスの伝達物質になっていることを発見して、1936年にオットー・レーヴィとともにノーベル生理学・医学賞を受賞した。

## 伝記
デールはイングランドのロンドンに生まれ、ケンブリッジのレイズ・スクールで学び、1894年にケンブリッジ大学トリニティ・カレッジの生理学者ジョン・ラングレーの元で研究を行った。1903年の一時期には、ドイツ・フランクフルトのパウル・エールリヒの元に留学した。1904年、彼は従姉妹のエレン・ハリエット・ハレットと結婚した。1909年にケンブリッジ大学で医学博士号を取り、ユニヴァーシティ・カレッジ・ロンドンでオットー・レーヴィと知り合った。1914年に王立協会のフェローに選出され、同年イギリス国立医学研究所の責任者となった。1932年にナイトに叙せられ、1944年にメリット勲章、1948年に大英帝国勲章を受勲した。1940年から1945年には王立協会の会長を務めた。第二次世界大戦中は政府の科学アドバイザーを務め、1968年にケンブリッジで死去した。

## 研究
デールらが1914年に神経伝達物質としてアセチルコリンを同定すると、レーヴィは神経系におけるその重要性を指摘した。
1940年代に、デールはシナプスでのシグナルに関する議論に巻き込まれた。デールらはシナプスでのシグナルは化学物質によるものであると主張したのに対し、ジョン・C・エックルスらは、そのシグナルは電気的なものだとした。後にほとんどのシグナルは化学物質によるものであり、一部は電気的なものであることが判明した。
デールはまた、放出する神経伝達物質の種類によってニューロンを分類する体系を初めて作った。ノルアドレナリンによって作動するもの、GABAによって作動するもの、その他に分類し、この体系は「デールの原理」と呼ばれている。この原理によると、一種類のニューロンは一種類の伝達物質しか分泌しないとしている。デールの原理は現在は間違いとされ、多くのニューロンがアセチルコリンや生体アミンなどの他に、ある種のペプチドやアミノ酸も分泌している。一つのニューロンが数種類の神経伝達物質を分泌するという発見は、「共存原理」と呼ばれている。この現象は、スウェーデンの神経解剖学者で神経薬理学者であり「共存原理の父」と呼ばれているTomas Hökfeltによって精力的に研究された。

## 受賞歴
- 1919年 - クルーニアン・メダル
- 1924年 - ロイヤル・メダル
- 1936年 - ノーベル生理学・医学賞
- 1937年 - コプリ・メダル
- 1954年 - バンティング・メダル
- 1956年 - アルバート・メダル